# Porte Saint-Vincent (Vannes)
Pour les articles homonymes, voir Saint-Vincent.
La porte Saint-Vincent est une porte de ville percée entre la fin du XVIe siècle et le début du XVIIe siècle. Elle est la principale entrée de la vieille ville de Vannes dans le Morbihan. Intégrée aux remparts de la cité, la porte située au nord du port et de la place Gambetta devait, à l'origine, permettre l'accès à la ville close aux intervenants du port. Pendant près de deux siècles, l'accès à la porte s'effectue par un pont (également nommé Saint-Vincent) qui sera remplacé par une place semi-hémisphérique : la place du Morbihan, future place Gambetta. 

## Histoire
C'est sous la Ligue, entre la fin du XVIe siècle et le début du XVIIe siècle, qu'une ouverture est percée au sud des remparts pour la communication avec le port. C'est la porte de Kraër-Calmont, du nom des deux quartiers de la ville se situant respectivement au sud-ouest et au sud-est de la cité. La porte remplace des fortifications des XIVe et XVIe siècles. Les derniers vestiges de ces fortifications; le bastion, porte et tour de Gréguennic, subsistent toujours actuellement derrière la partie gauche de la place Gambetta.
Entre 1620 et 1624, Jean Bugeau est à la charge du chantier du pont et de la porte de Kaër-Calmont. Les travaux achevés, la porte est alors renommée porte Saint-Vincent en hommage au prédicateur saint Vincent Ferrier, mort à Vannes en 1419. C'est un édifice classique à colonnes et niches en plein cintre. Lors de la Fronde, la porte est momentanément bouchée.  
Les marées successives du golfe endommagent la base de la porte et sa structure présente de graves détériorations au début du XVIIIe siècle. La porte est réparée en 1727. Un projet de reconstruction de la porte est engagé en 1738 mais les travaux de l'architecte Jannesson ne sont pas exécutés. La porte est entièrement reprise en 1747 par l'ingénieur Duchemin. Celui-ci conserve la façade conçue par Bugeau mais supprime la toiture et la chambre haute. 
Dans la niche centrale, une statue datant de 1891 de Saint Vincent Ferrier rappelle l'importance de ce prédicateur dans l'histoire de Vannes. Les armes de la ville sont sculptées dans le granit à la même date. La statue originale en pierre ou marbre du saint posée en 1624, réalisée à Nantes par le peintre vannetais Guillaume Lemarchand et remplacée lors de la Révolution par celle d'un sans-culotte, a disparu. Une légende veut que lorsque la main de la statue du saint s'abaissera, la cité sera engloutie par les eaux. 
Cette porte fait l’objet, avec l'ensemble des remparts de la ville de Vannes, d’un classement au titre des monuments historiques depuis le 11 octobre 1928.

## Architecture
La porte Saint-Vincent est une « porte en pierre de taille de granit architecturée à trois travées encadrées de colonnes et trois niveaux. Au niveau inférieur, la porte charretière est encadrée par deux travées étroites, l'une aveugle, l'autre ouverte d'une porte piétonne. Deux niches s'ouvrent au second niveau dans les travées latérales, encadrant les armes de la ville. Le troisième niveau est constitué d'une niche médiane encadrée de volutes. ».